# باتريك ماير (فنان ملاهي)
باتريك ماير (بالهولندية: Patrick Meijer)‏ هو فنان ملاهي ‏ هولندي، ولد في 22 يناير 1973.